# H-30 (Spanje)

De H-30

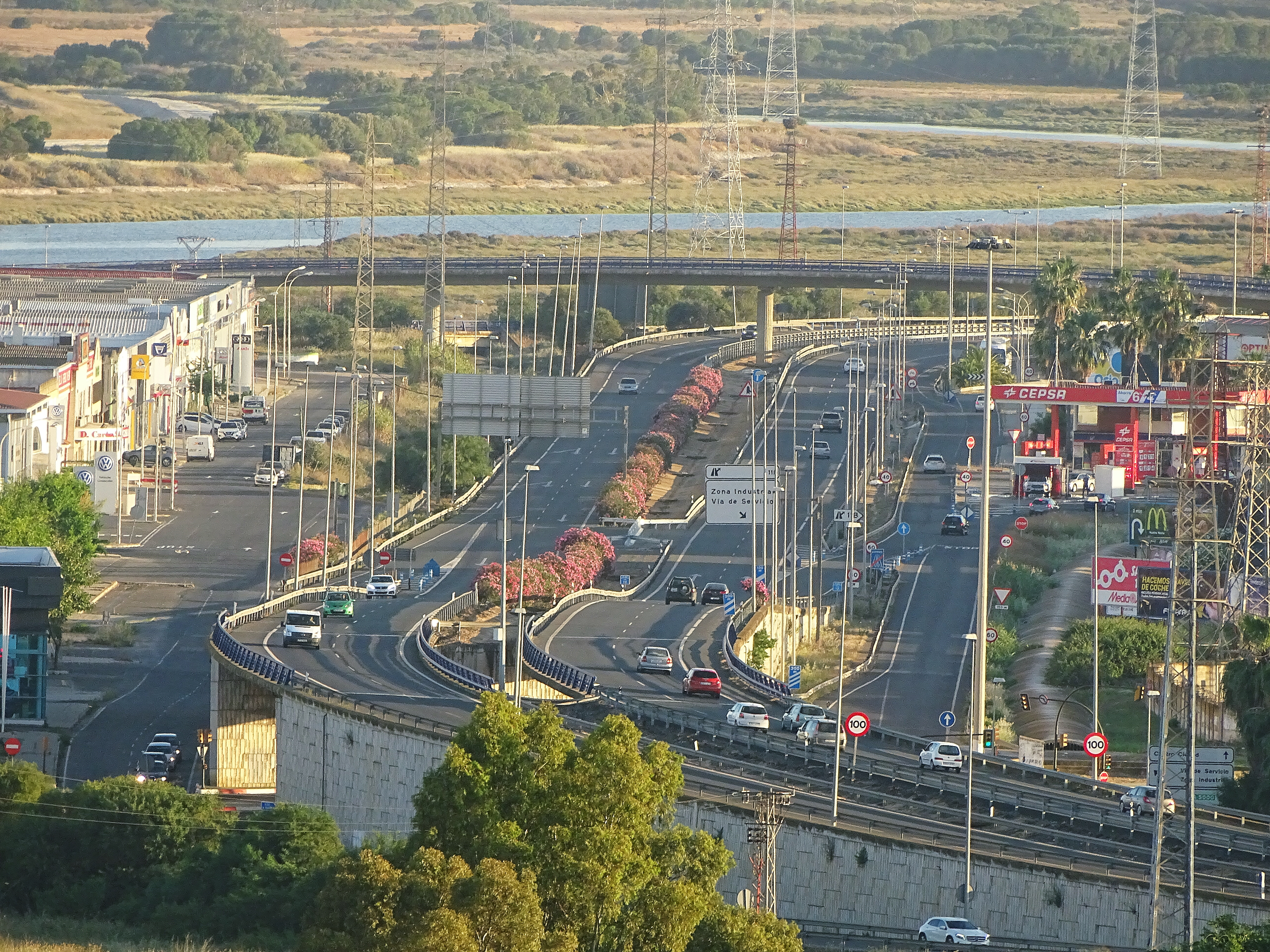
De H-30

De H-30 of Autovía de Circunvalación de Huelva is een autovía in Andalusië. De stadssnelweg is 10,4 kilometer lang en vormt een ringweg om Huelva.